# Луиз (озеро)
Лу́из (англ. Lake Louise) — ледниковое озеро в национальном парке Банф в Канаде, на юге канадских Скалистых гор. Площадь озера 0,8 км², длина около 2 км, ширина 0,5 км. Высота над уровнем моря — 1731 м. Свою необычную яркую окраску вода в нём приобрела благодаря горной породе, приносимой ручьями с ледников.

## Описание
Озеро было названо в честь принцессы Луизы — четвёртой дочери английской королевы Виктории и жены маркиза Джона Кэмпбелла Лорна, 9-го герцога Аргайльского, 4-го генерал-губернатора Канады (с 1878 по 1883 год).
В 1882 году Том Уилсон, один из специалистов, строивших Канадскую Тихоокеанскую Железную Дорогу в районе местечка (англ. Laggan (бывшее название станции Лейк-Луиз), однажды услышал отдалённый шум, и индеец-проводник объяснил ему, что этот гул издаёт огромная «белая гора», возвышающаяся над «озером с маленькими рыбками». Когда на следующее утро Том Уилсон отправился туда, то обнаружил красивейшее озеро, окружённое величественными Скалистыми горами, с заснеженными вершинами и яркой зеленью леса на живописных склонах. Позже он вспоминал: «Некоторое время мы сидели и молчали, не в силах оторвать взгляд от блистательной красоты пейзажа, развернувшегося у сверкающего ледника».
Около озера Луиз находится большое количество маленьких озёр, водопадов и тропинок к ним. В районе озера имеется ряд отелей, кемпингов и туристических баз. Самый крупный из здешних отелей — пятизвёздочный Fairmont Chateau на берегу озера Луиз.
Местная туристическая индустрия предлагает развлечения на любой вкус: пешие, конные и велосипедные маршруты, гольф, теннис, катание на собачьих упряжках и коньках, альпинизм, каноэ, рафтинг. Рядом с озером расположен крупный горнолыжный курорт (сезон с начала ноября до середины мая).
В близлежащих ущельях находятся схожие озёра — Агнес и Морейн.